# Église Saint-Hippolyte d'Yssandon
Pour les articles homonymes, voir Église Saint-Hippolyte et Yssandon (homonymie).
L'église Saint-Hippolyte est une église catholique située à Yssandon, en France.
Elle fait l'objet d'une protection au titre des monuments historiques.

## Localisation
L'église Saint-Hippolyte est située en Yssandonnais, dans l'ouest du département français de la Corrèze, sur la commune d'Yssandon, à l'extrémité sud du puy d'Yssandon. Le cimetière lui est contigu.

## Historique
L'église a été bâtie au XIIe siècle. Au XVIIIe siècle, le clocher-mur actuel et la voûte de la nef ont été refaits.
Elle est dédiée à saint Hippolyte, mort en martyr en l'an 235.
L'édifice est classé au titre des monuments historiques le 18 juin 1963.

## Architecture
Comme nombre d'églises chrétiennes, l'édifice est orienté est-ouest.
À l'ouest, un clocher-mur supporte quatre baies campanaires sur deux étages où ne subsistent plus que deux cloches au niveau inférieur. L'accès à l'église s'effectue au sud de la nef par un portail surmonté d'une rangée de six modillons. La nef est flanquée de trois chapelles latérales, une au nord et deux au sud. Dans l'une d'elles, les vestiges d'une litre funéraire ont été conservés. Le chœur est de forme polygonale, avec des colonnettes à chapiteaux. À l'extérieur, le chevet est soutenu par d'épais contreforts.

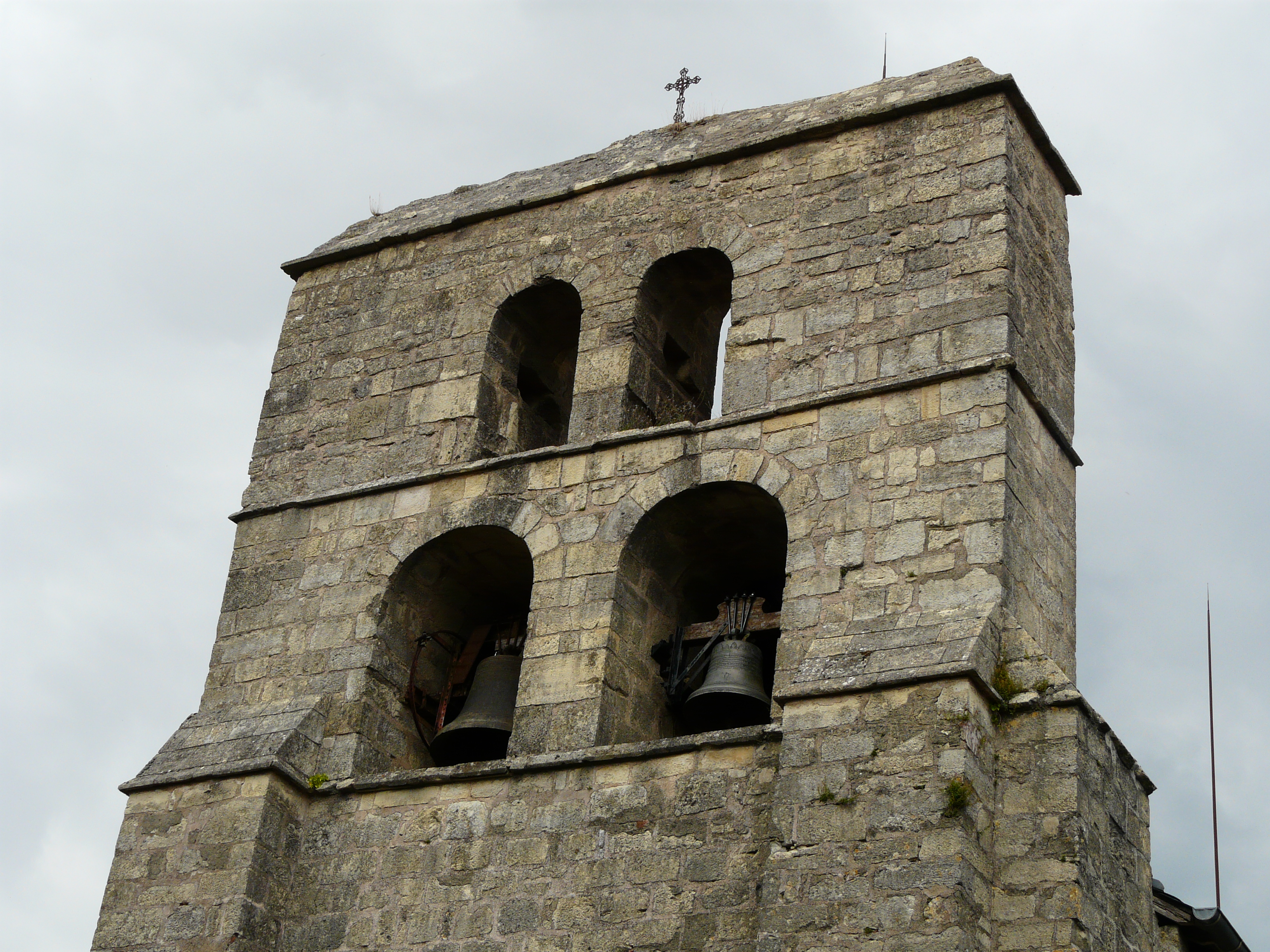
Le clocher-mur.
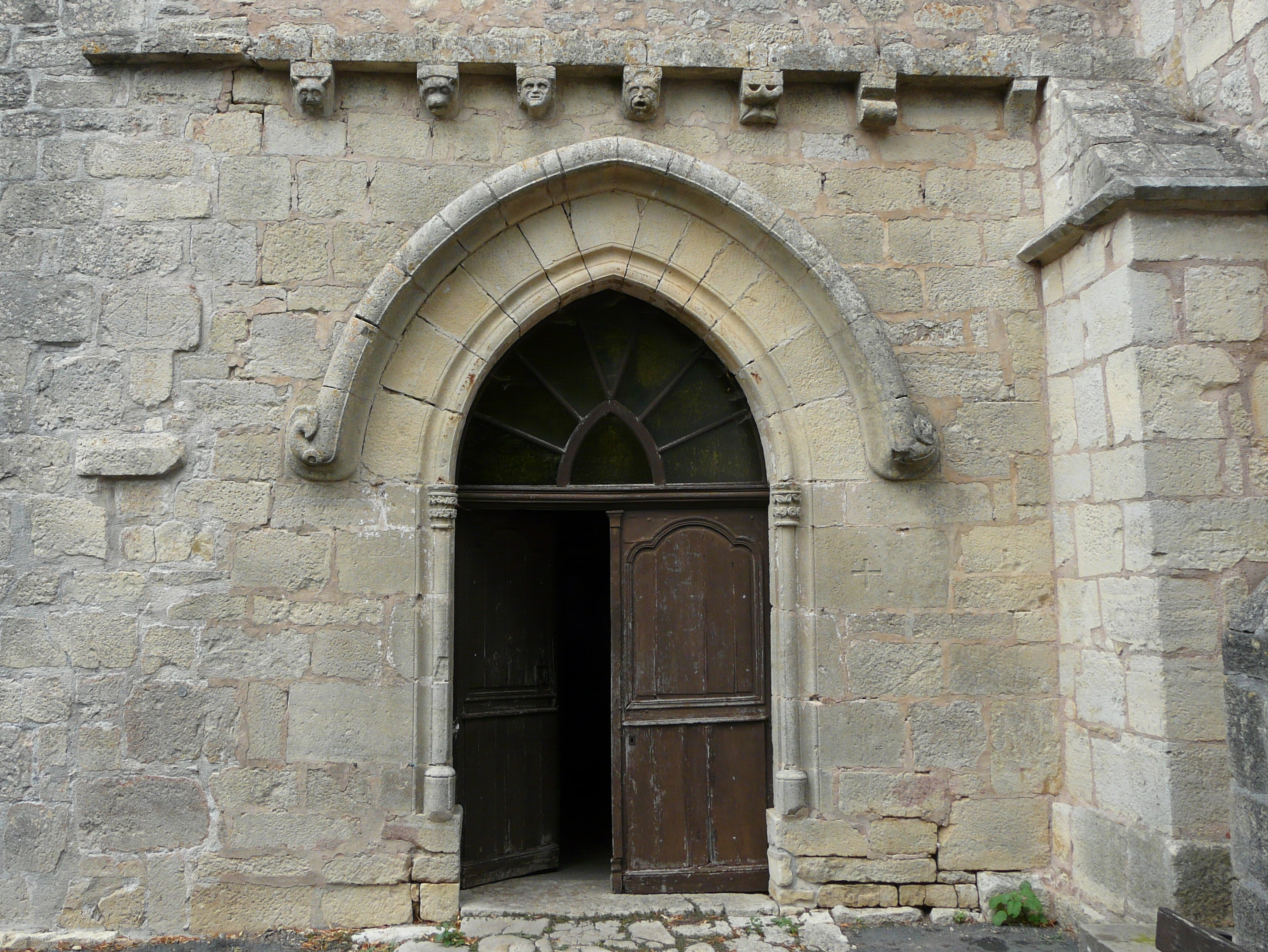
Le portail.
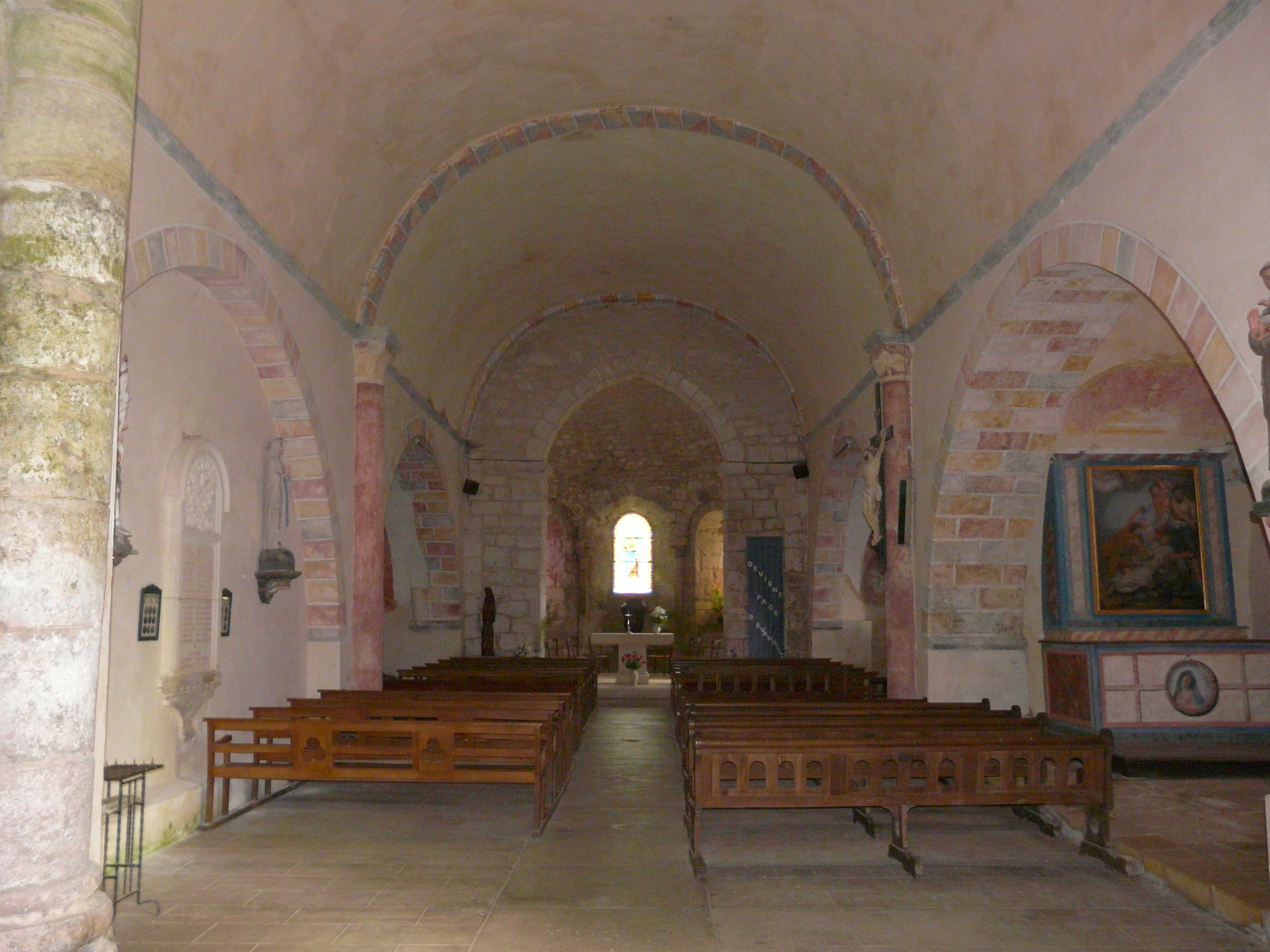
La nef.
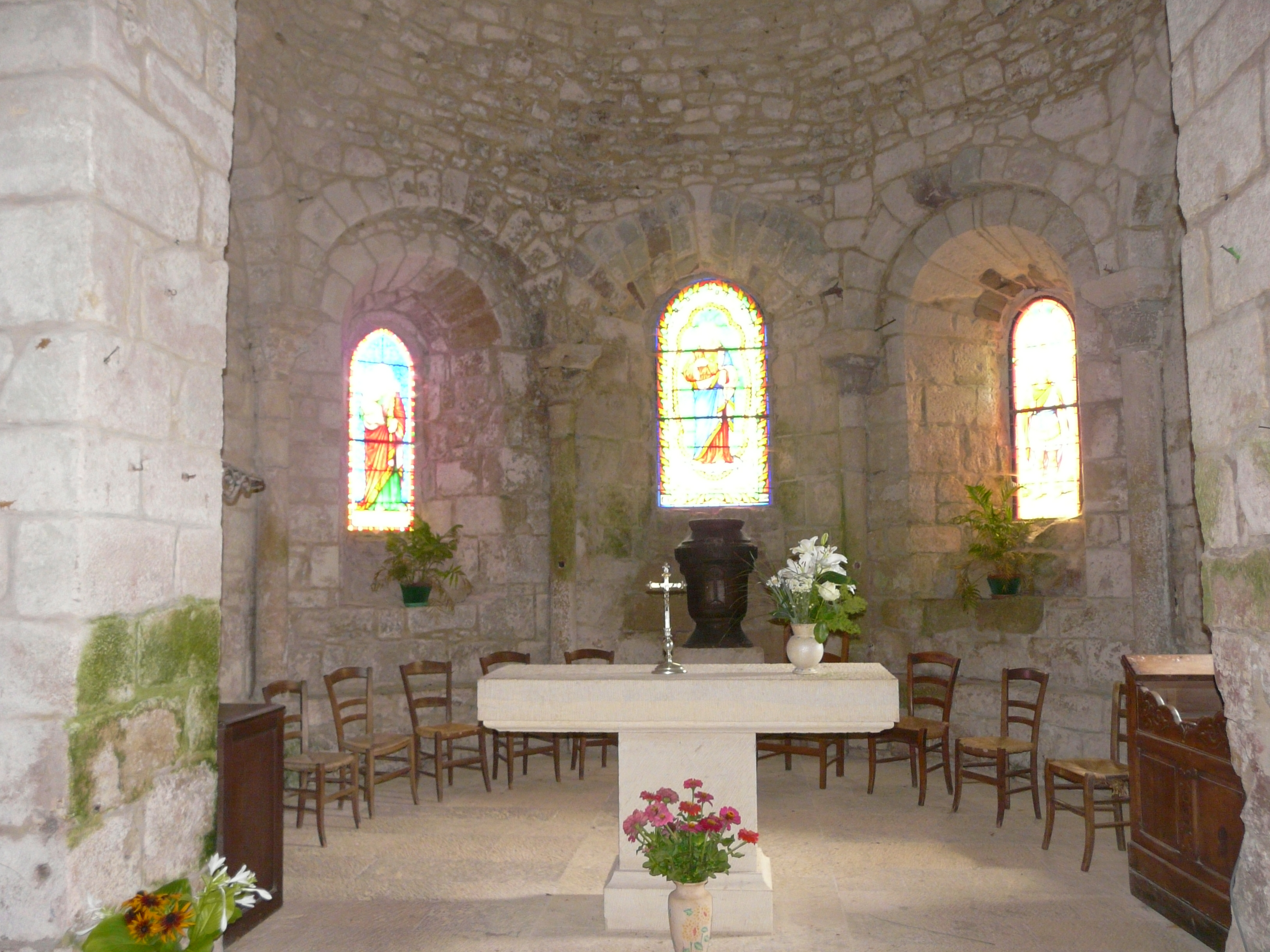
Le chœur.

## Objets mobiliers
Chacune des trois chapelles latérales dispose d'un autel surmonté d'un retable adossé à un mur peint formant un trompe-l'œil.
Deux objets de l'église sont protégés au titre des monuments historiques depuis 1975 : un reliquaire-monstrance du XVIIIe siècle en bois doré, et une réserve à eau baptismale du XVIIe siècle en cuivre, qui a malencontreusement disparu.

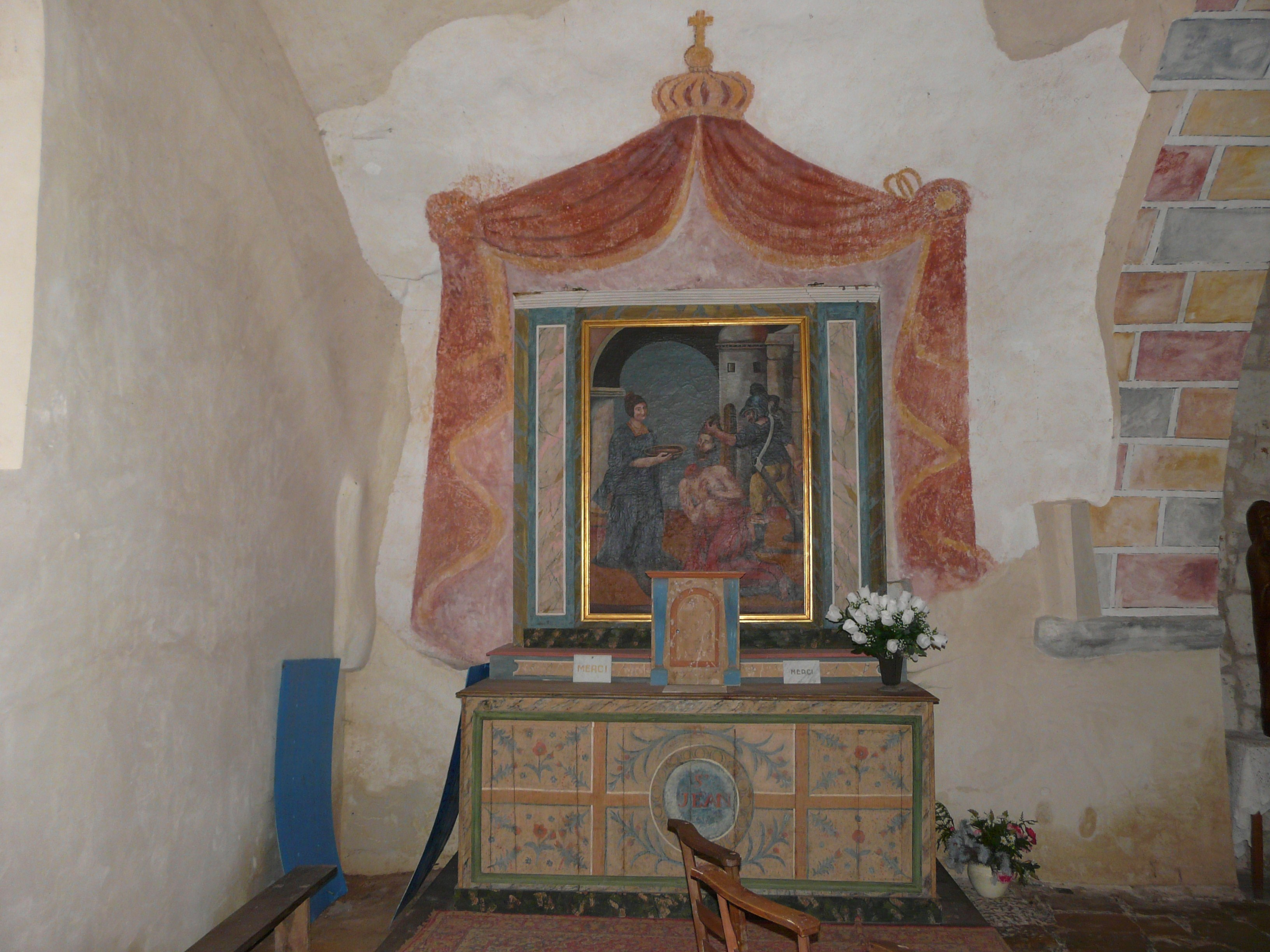
Autel dédié à saint Jean-Baptiste.
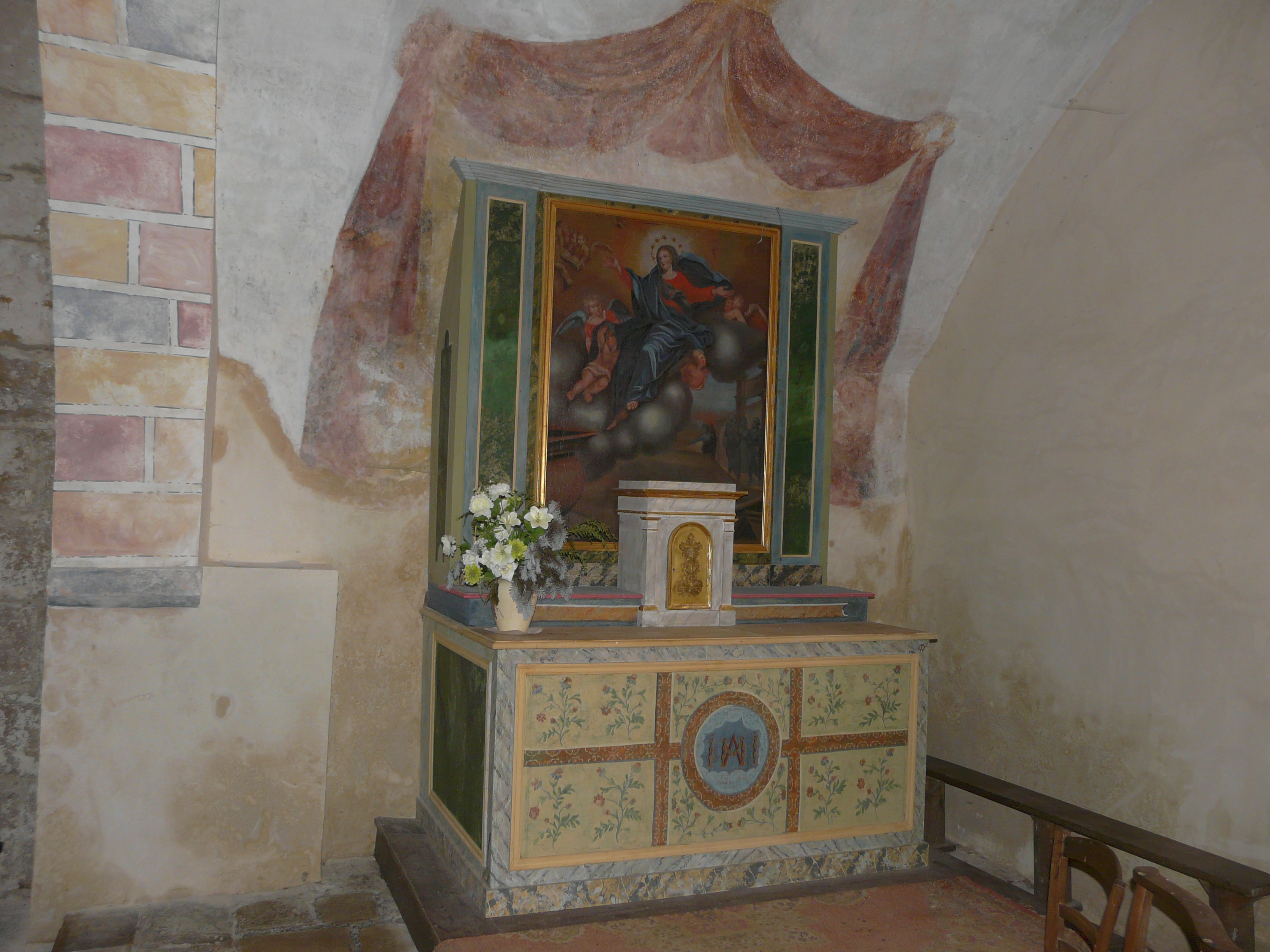
Autel dédié à l'Assomption de Marie.
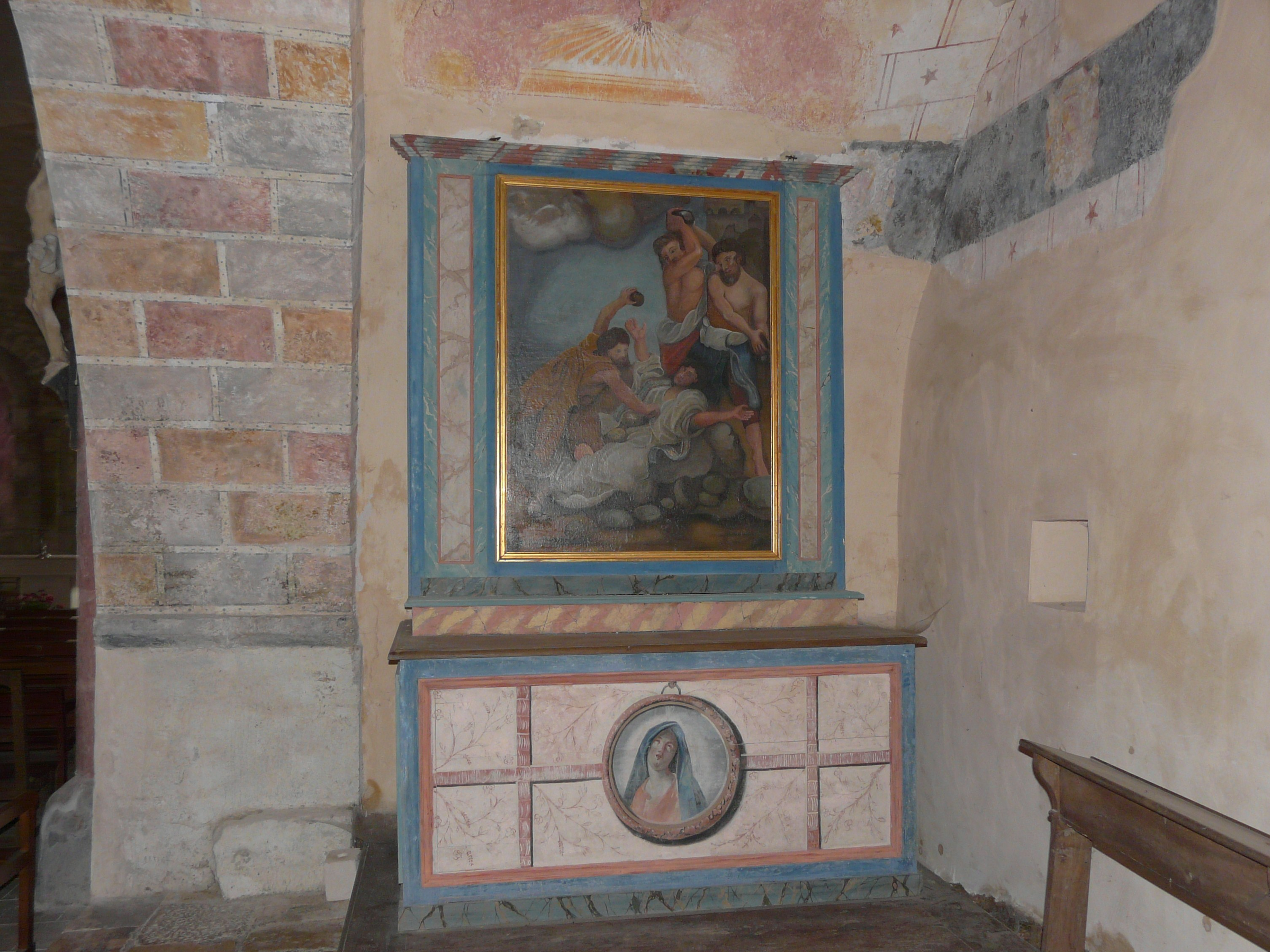
L'autel de la troisième chapelle.